# Били Типтон
Били Типтон (Оклахома Сити, 29. децембар 1914 — Спокен, 21. јануар 1989) био је амерички џез музичар, вођа бенда и посредник за таленте. Типтон је већи део свог одраслог живота живео као мушко; након његове смрти, пријатељи и породица су били изненађени сазнањем да је био анатомски женског пола.
Типтон је музичку каријеру започео средином 1930-их када је предводио бенд који се емитовао на радију. Свирао је у разним плесним бендовима 1940-их, а средином 1950-их снимио је два трио албума за малу издавачку кућу. Након тога је радио као посредник за таленте. Типтон је престао да наступа крајем 1970-их због артритиса.

## Младост
Рођен као Дороти Лусил Типтон у Оклахома Ситију 29. децембра 1914. године, Типтон је одрастао у Канзас Ситију у Мисурију, где га је одгајила тетка након што су му се родитељи развели када је имао четири године. Као средњошколац, Типтон је носио надимак „Типи“ и заинтересовао се за музику (посебно џез), свирајући клавир и саксофон. Типтону није било дозвољено да се придружи мушком школском бенду у средњој школи Саутвест. Вратио се у Оклахому за последњу годину средње школе и придружио се школском бенду у средњој школи Конорс Стејт Колеџ.
Око 1933. године, Типтон је почео да везује груди и облачи се као мушкарац како би се уклопио у типичну слику џез бенда тог доба. Како је Типтон започео озбиљнију музичку каријеру, одлучио је да „заувек преузме улогу мушког музичара”, усвојивши име Били Ли Типтон. До 1940. године, Типтон је живео као мушкарац и у приватном животу.

## Каријера

### Рани радови
Године 1936. Типтон је постао вођа бенда који је свирао на радију KFXR. Током 1938. године, придружио се бенду Louvenie's Western Swingbillies, који је свирао на радио станици КТОК и наступао у таверни Brown's Tavern. 1940. године, био је на турнеји по Средњем западу где је наступао на игранкама са бендом Скота Камерона. 1941. године, започео је двоипогодишњу турнеју током које је наступао у Котон Клубу у граду Џоплин у Мисурију са бендом Џорџа Мајера, а након тога једно време са Рос Карлајл бендом. Затим је две године пуштао музику у Тексасу.
Године 1949. Типтон је са Мајером започео турнеју по Пацифичком северозападу. Иако ова турнеја није била гламурозна, наступе бенда у клубу Shalimar Room у граду Росбергу снимила је локална радио станица, па тако постоје снимци Типтоновог рада из тог периода, укључујући нумере „If I Knew Then” и „Sophisticated Swing”. Најпрепознатљивија песма трија била је „Flying Home”, изведена као верна имитација пијанисте Тедија Вилсона и бенда Бенија Гудмана.
Како је бенд Џорџа Мајера постајао све успешнији, отварале су се нове прилике, те су наступали у клубу Boulevard у Кор Д'Ален у држави Ајдахо, где су профит поделили са другим бендовима попут The Ink Spots, Delta Rhythm Boys, и бендом Билија Екстина.

### Вођа бенда
Типтон је почео да свира клавир сам у клубу Елкс у граду Лонгвју у Вашингтону 1951. У Лонгвјуу је покренуо Били Типтон Трио, који је укључивао бубњара Дика О’Нила и басисту Кенија Ричардса (а касније Рона Кајлда). Трио је постао популаран на локалу.
1956. године, док су били на турнеји наступајући у клубу King's Supper у Санта Барбари у Калифорнији, извиђач талената из издавачке куће Топс Рекордс (енг. Tops Records) их је чуо како свирају и понудио им уговор. Били Типтон Трио снимио је два албума џез стандарда за Топс: Sweet Georgia Brown и Billy Tipton Plays Hi-Fi on Piano, оба објављена почетком 1957. Међу изведеним комадима били су „Can't Help Lovin' Dat Man”, „Willow Weep for Me”, „What'll I Do” и „Don't Blame Me”. Године 1957. албуми су продати у 17.678 примерака, што је „респектабилна” сума за малу и независну издавачку кућу.
Године 1958., након успеха оба албума, Били Типтон Трију је понуђен положај кућног бенда у казину Холидеј Хотел у Рину у држави Невади, као и предгрупе за Либерачија. Топс Рекордс је такође позвао трио да сними још четири албума. Типтон је одбио обе понуде, и уместо тога се преселио у Спокен, где је радио као посредник за таленте, а трио је наступао на недељној бази.
Крајем 1970-их, погоршање артритиса приморало је Типтона да се повуче из музике.

## Лични живот
Типтон никада није био законито ожењен, али је пет жена називало себе „гђа. Типтон” током свог живота. Године 1934. Типтон је почео да живи са женом по имену Нон Ерл Херел. Веза је окончана 1942. године. Типтонов пол је наводно сакривен од четири жене које ће касније себе назвати гђом. Типтон. Типтон је од њих крио тајну својих спољашњих полних карактеристика рекавши им да је имао озбиљну саобраћајну несрећу која је резултирала оштећењем гениталија и сломљеним ребрима.
Следећа Типтонова веза, са певачицом познатом само под именом "Џун", трајала је неколико година. Седам година, Типтон је живео са Бети Кокс, која је имала 18 година када су почели да се забављају. Кокс је Типтона запамтила као „најфантастичнију љубав свог живота”. Године 1954. Типтонова веза са Кокс је окончана, да би затим ушао у везу са женом по имену Мериен. Пар се преселио у Спокен 1958. године. Мериен је касније изјавила да је 1960. године открила да се Типтон повезао са плесачицом из ноћног клуба Кетлин "Кити" Кели.
Типтон и Кели заједно су се скрасили 1961. године. Усвојили су три сина, Џона, Скота и Вилијама; усвајања нису била правно призната. Након што су се разишли око 1977. године, Типтон је наставио везу са Мериен. Мериен је наводно открила Типтонов извод из матичне књиге рођених и једном је о томе питала Типтона, али није добила никакав одговор осим, како наводи, „ужаснутог погледа”.

## Смрт, посмртно аутовање и последице
1989. године, у 74. години, Типтон је имао симптоме које је приписао емфизему који је добио од тешког пушења и одбио је да позове лекара. Он је заправо патио од чира на дванаестопалачном цреву који крвари и који је, нелечен, био фаталан. Док су болничари покушавали да спасу Типтонов живот, његов син Вилијам је сазнао да му је отац биолошки женског пола. Ове информације „биле су шок за готово све, укључујући жене које су се сматрале његовим супругама, као и његове синове и музичаре који су путовали с њим”. У покушају да поштује Типтонову приватност, Кели је организовала кремирање његовог тела. Касније, након финансијских понуда из медија, Кели и један од њихових синова објавили су причу. Први новински чланак објављен је дан након Типтонове сахране и брзо су га покупиле многе друге серијске публикације. Приче о Типтону појављивале су се у разним новинама, укључујући таблоиде, као што су National Enquirer и Star као и People, The New York Times  и The Seattle Times. Типтонова породица чак се појављивала и у емисијама.
Типтон је оставио два тестамента: један руком написан и необележен, којим је све препустио сину Вилијаму млађем; а други, оверен код нотара, остављајући све Џону Кларку, првом детету које су Типтонови усвојили. Суд је потврдио први тестамент и Вилијам је наследио скоро све, а Џон и Скот су добили по један долар. Према епизоди документарног програма The Will: Family Secrets Revealed из 2009. године, која је садржала интервјуе са сва три сина, откривено је да су правоснажном судском пресудом сва три сина награђена једнаким делом имања Билијеве супруге Кити Типтон, који је, након хонорара адвоката, износио 35.000 долара за сваког сина. Два његова усвојена сина променила су имена недуго након што су сазнали да је Типтону при рођењу додељен женски род, јер су сматрали да се Типтон понашао притворно.

## Дела инспирисана Типтоновим животом
- „Stevie Wants to Play the Blues” (Стиви жели да свира блуз) била је представа заснована на Типтоновом животу коју је написао Едуардо Мачадо, а изведена је у Лос Анђелесу, у режији Сајмона Калоуа са Ејми Мадиган и Полом Кели главним улогама.[19][20]
- „The Legend of Billy Tipton” (Легенда Билија Типтона), песма панк бенда The Video Dead, прича је о Билију Типтону.[21]
- „Soita minulle Billy” (Зовите ме Били), финска представа са Јоаном Харти у улози Типтона, представљена је у Театру Јурка у Хелсинкију 2011.[22] и поново на Хелсиншком фестивалу 2012. године.[23]
- „The Slow Drag” (Успорени дрег) је џез кабаре драматурга Карсона Крајцера из 1996. године, извођен са бендом уживо на сцени, где је лик Џонија Крисмаса заснован на Типтону.[24][25][26]
- „Trumpet” (Труба), роман Џеки Кеј из 1998, прича причу о измишљеном шкотском џез музичару Џосу Мудију, који је инспирисан Типтоном.[27]
- The Tiptons Sax Quartet, раније познат као The Billy Tipton Memorial Saxophone Quartet, је џез саксофон квартет из Сијетла. Име квартета инспирисано је Типтоновим животом.[28]
- Кабаретски мјузикл под називом „A Girl Named Bill” (Девојка по имену Бил) са Нели Мекеј у главној улози прича причу о Типтону.[28]
- „No Ordinary Man” (Необичан човек), документарни филм о Типтону канадске редитељке Ешлинг Чин-Ји и редитеља Чејса Џојнта, премијерно је приказан на Међународном филмском фестивалу у Торонту 2020. године.[29]

## Дискографија
- Tipton, Billy (1957). Sweet Georgia Brown. Billy Tipton Trio. Los Angeles: Tops Records. OCLC 55858361. L1522.
- Tipton, Billy (1957). Hi-Fi on Piano. New York: Tops Records. OCLC 15877358. L1534.